# Марин, Каролина
Каролина Мария Марин Мартин (исп. Carolina María Marín Martín; род. 15 июня 1993 года, Уэльва, Испания) — испанская бадминтонистка, олимпийская чемпионка 2016 года в одиночном разряде, экс-первая ракетка мира в одиночном разряде, трёхкратная чемпионка мира (2014, 2015, 2018), шестикратная чемпионка Европы (2014, 2016, 2017, 2018, 2021, 2022), многократная чемпионка Испании. Единственная в истории женщина из Европы, выигравшая олимпийское золото в бадминтоне (у мужчин это удавалось двум датским бадминтонистам).

## Спортивная биография

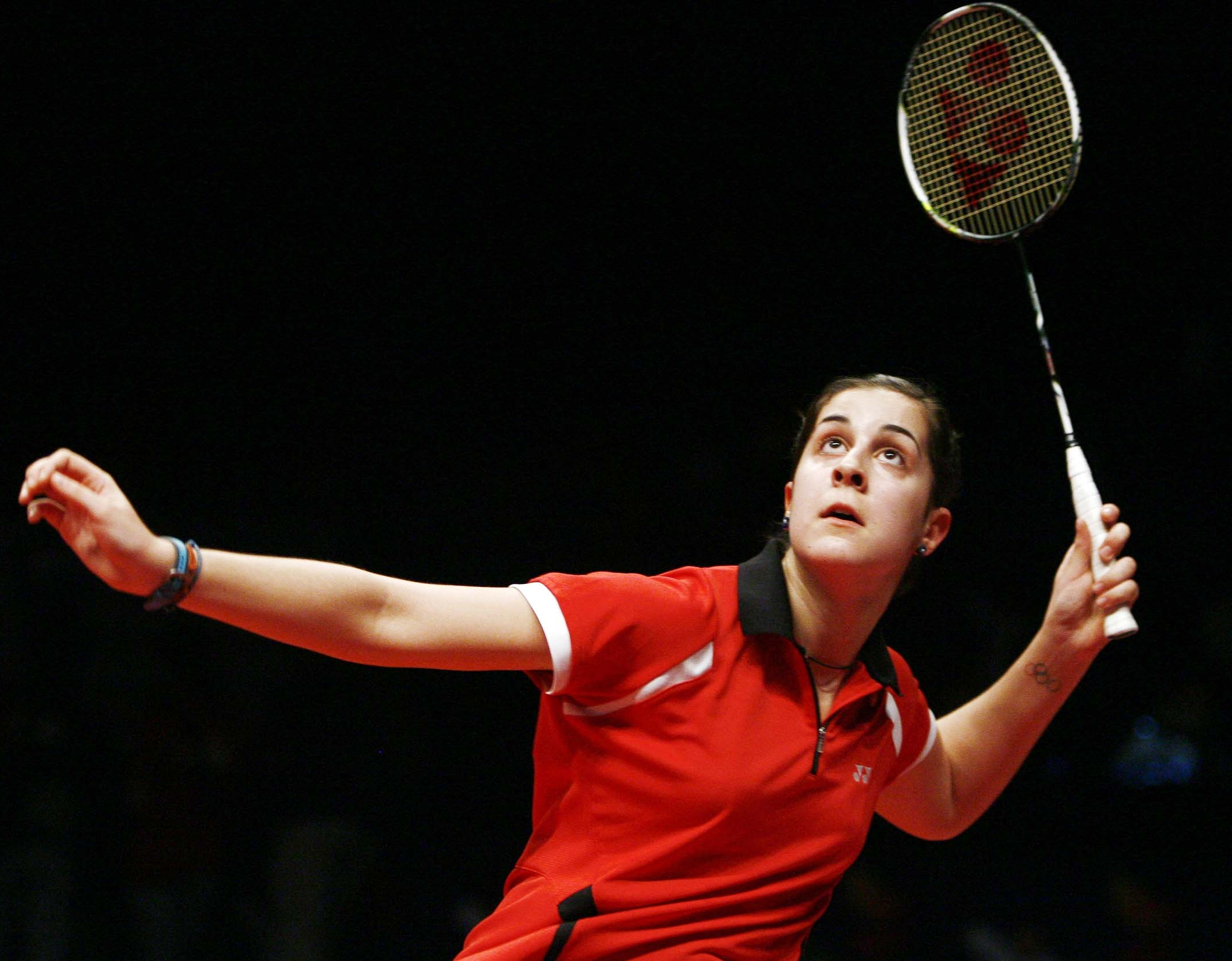
2013 год

Заниматься бадминтоном Каролина начала в 8 лет в родном городе Уэльве. С 2005 года испанка стала выступать на международных юношеских соревнованиях. В 2009 году Марин стала чемпионкой Европы в категории до 17 лет и серебряным призёром в возрасте до 19 лет. Начиная с 2009 года Марин ежегодно становится чемпионом Испании в женском одиночном разряде. Также на счету испанки две победы (2009, 2010) в национальном первенстве в парном разряде вместе с Аной Марией Мартин. В 2010 году Марин приняла участие в первых летних юношеских Олимпийских играх. Испанская бадминтонистка дошла до четвертьфинала соревнований, где в упорной борьбе уступила китаянке Дэн Сюань. В 2011 году Каролина завоевала бронзовую медаль юниорского чемпионата мира, а также золото юниорского чемпионата Европы.
В 2012 году Каролина Марин выступила на летних Олимпийских играх в Лондоне. На групповом этапе спортсменка, занимавшая 27-ю строчку в мировом рейтинга, получила в соперницы китаянку Ли Сюэжуй и перуанскую бадминтонистку Клаудию Риверо. В первом поединке Каролина со счётом 0:2 уступила Ли Сюэжуй, которая по итогам турнира завоевала олимпийское золото. Поскольку из каждой группы в следующий раунд выходила только одна спортсменка, то матч с Риверо стал для Марин ничего не решающим. По итогам двух партий победа осталась за испанкой 21:17, 21:7. На чемпионате мира 2013 года Марин добралась до четвертьфинала, где уступила будущей чемпионке из Таиланда Ратчханок Интханон
В 2014 году Марин завоевала свою первую значимую награду, выиграв золотую медаль чемпионата Европы в Казани. В том же году Каролина дошла до финала чемпионата мира, где её соперницей стала Ли Сюэжуй, которой Марин проиграла все три предыдущие очные встречи. Первая партия решающего матча осталась за китаянкой, но затем Марин перехватила инициативу и, выиграв две партии подряд, впервые в карьере стала чемпионкой мира. На следующий год Каролина защитила свой титул, обыграв в финале мирового первенства в Джакарте в двух партиях бадминтонистку из Индии Саину Нехвал. В 2015 году Марин стала первой бадминтонисткой во всех разрядах из Испании, одержавшей победу в открытом чемпионате Англии. По итогам 2015 года Марин впервые в карьере закончила календарный год на 1-м месте в мировом рейтинге.
На летних Олимпийских играх 2016 года в Рио-де-Жанейро Марин уверенно прошла по турнирной дистанции, проиграв в пяти матчах лишь один сет. В полуфинале испанская бадминтонистка выбила из борьбы действующую олимпийскую чемпионку из Китая Ли Сюэжуй 21:14, 21:16. Финальный поединок сложился для Каролины непросто. Её соперница Пусарла Венката Синдху смогла победить в первой партии 21:19. однако затем Марин перехватила инициативу и выиграла два последующих сета 21:12, 21:15, став первой в истории женского бадминтона олимпийской чемпионкой не из Азии. В апреле 2017 года Каролина в третий раз подряд стала чемпионкой Европы, одолев в финале шотландскую бадминтонистку Кристи Гилмур 21:14, 21:12. Далее результаты Марин пошли на спад и на чемпионате мира в Глазго она получила только третий номер посева. Действующая двукратная чемпионка мира в итоге выбыла в четвертьфинале, проиграв японке Нодзоми Окухаре. 2017 год Каролина закончила на 4-м месте в мировом рейтинге.